# St James' Park
St James' Park là một sân vận động bóng đá ở Newcastle trên sông Tyne, Anh. Đây là sân nhà của câu lạc bộ Premier League Newcastle United F.C. Với sức chứa 52.305 chỗ ngồi, đây là sân vận động bóng đá lớn thứ tám ở Anh.
St James' Park là sân nhà của Newcastle United từ năm 1892 và được sử dụng cho các trận đấu bóng đá từ năm 1880. Trong suốt lịch sử của sân vận động, những đề xuất mở rộng sân đã gây ra tranh cãi giữa người dân địa phương và hội đồng địa phương. Điều này đã dẫn đến các đề xuất di chuyển sân nhà ít nhất hai lần vào cuối thập niên 1960, và đề xuất di chuyển sân nhà đến Leazes Park gần đó vào năm 1995 đã gây tranh cãi dữ dội. Việc di chuyển sân nhà không thành công đã tạo nên vẻ bề ngoài đặc biệt của các khán đài không đối xứng của sân vận động ngày nay.
Bên cạnh bóng đá câu lạc bộ, St James' Park cũng đã tổ chức các trận đấu bóng đá quốc tế. Sân đã tổ chức các trận đấu môn bóng đá tại Thế vận hội Mùa hè 2012. Ngoài bóng đá, nơi đây cũng tổ chức giải đấu rugby league Magic Weekend, giải đấu rugby union World Cup, Premiership và các trận đấu Test của Anh, cũng như các sự kiện bóng đá từ thiện, buổi hòa nhạc rock. Sân cũng được sử dụng trong các bộ phim và chương trình truyền hình thực tế.